# Reformationskirche (Essen)

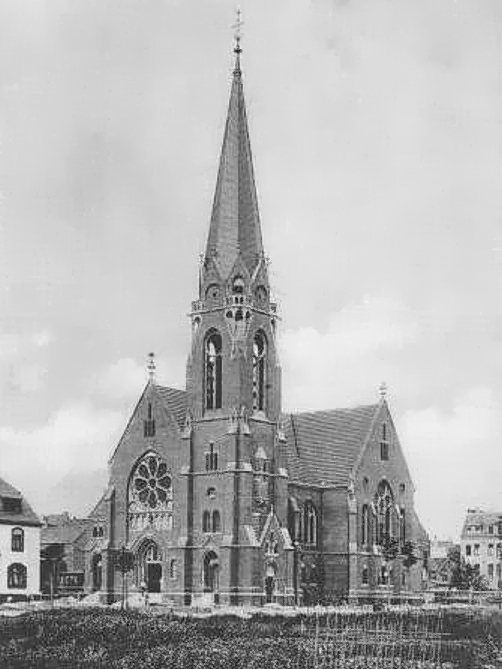
Reformationskirche um 1902

Die Reformationskirche in Essen war zwischen 1902 und dem Zweiten Weltkrieg ein evangelisches Backstein-Kirchengebäude im neugotischen Stil im Essener Stadtteil Rüttenscheid. 1950 wurde an anderer Stelle ein neuer Kirchsaal errichtet.

## Baugeschichte und Ausstattung
Das rasante Anwachsen der Bevölkerung durch Einwanderung von Arbeitskräften zur Zeit der aufstrebenden Stahlindustrie und des Bergbaus machte den Bau einer evangelischen Kirche notwendig. Am 25. Juni 1899 beschloss die Gemeindevertretung, an der östlichen Seite der Alfredstraße, dort wo die Martinstraße (bis 1906 Damianstraße genannt) einmündet, eine Kirche zu errichten. Das Kirchengebäude sollte 1000 Sitzplätze bieten und der Bau rund 130.000 Mark kosten. Die ersten Arbeiten begannen am 26. Mai 1900 nach Plänen des Architekten Carl Nordmann. Es folgte am 4. November des Jahres die Grundsteinlegung. Die Einweihung der nach der Reformation benannten neugotischen Backsteinkirche erfolgte am 13. Juli 1902.
Am 9. Juni 1902 erhielt die Kirche ihre drei Kirchturmglocken. Sie waren durch den Verleger Wilhelm Girardet gestiftet und in der Glockengießerei Schilling in Apolda in Bronze gegossen worden. Jede der Glocken trug eine Inschrift. Sie lauteten Bete und arbeite! – Friede auf Erden und den Menschen ein Wohlgefallen – O Land, Land, höre des Herrn Wort!
Der Kirchsaal wurde mehrfach umgestaltet. Nicht von Beginn an hing am Altar ein Gemälde von Eduard von Gebhardt, das den Segnenden Christus zeigt. Es ist heute im Besitz der evangelischen Kirchengemeinde Rüttenscheid, da es vor den Kriegszerstörungen bewahrt werden konnte. Über dem Altar erhob sich ein spitzer neugotischer Giebel als Teil der Orgelempore, auf dem später der Bibelspruch angebracht wurde: Lasset uns rechtschaffen sein in der Liebe und wachsen in allen Stücken an dem, der das Haupt ist, Christus. Beiderseits des Altars war in gotischen Steinbögen je ein weiterer Bibelspruch zu lesen, die mehrfach umgestaltet worden waren. Die über und hinter dem Altar befindliche Orgel war von Wilhelm Girardet und der Firma Krupp gestiftet worden. Um ein Rückpositiv zur vorhandenen Orgel zu installieren, war zuletzt der gotische Giebel abgebaut worden.

## Weltkriege und die Folgen
Die drei Bronzeglocken mussten im Ersten Weltkrieg als Metallspende des deutschen Volkes zur Verfügung gestellt werden.
Am 12. Juli 1942 fand noch ein Festgottesdienst aus Anlass der Einweihung der Reformationskirche vor 40 Jahren statt. Nach den Zerstörungen im Zweiten Weltkrieg durch Bombenangriffe der Alliierten 1943/44 wurde die Kirche nicht wieder aufgebaut. Erste Schäden entstanden am 4. April 1943, als die Kirche durch den Luftdruck benachbarter Bombeneinschläge beschädigt wurde. Der Gottesdienst konnte nach Instandsetzungsarbeiten wieder stattfinden. Am 26. März 1944 gab es erneut schwere Schäden. Nach Aufräumarbeiten wurden Gottesdienste in der Trau- und Taufkapelle abgehalten. Schwere direkte Bombentreffer auf die Orgelempore zerstörten die Kirche am 26. April 1944 nahezu vollständig. Der noch stehende Kirchturm fiel am 29. November des Jahres. Bei einem weiteren Bombenangriff am 11. März 1945 wurden letzte noch vorhandene Reste dem Erdboden gleich gemacht.
In den Jahren 1948 bis 1950 wurde an anderer Stelle an der Julienstraße 39 in Rüttenscheid ein Kirchsaal für die Reformationsgemeinde durch den Baurat Horst Lippert errichtet, der am 22. Oktober 1950 eingeweiht wurde. Hier befand sich bereits zuvor ein Gemeindehaus, das den Zerstörungen im Krieg zum Opfer fiel.